# Clitoria plumosa
Clitoria plumosa är en ärtväxtart som beskrevs av Paul R. Fantz. Clitoria plumosa ingår i släktet Clitoria, och familjen ärtväxter. Inga underarter finns listade i Catalogue of Life.